# Władysław Przybylski (polityk)
Władysław Przybylski (ur. 29 sierpnia 1930, zm. 13 listopada 1998) – polski działacz państwowy, samorządowiec i nauczyciel, w latach 1980–1981 wicewojewoda bydgoski, w latach 1985–1990 prezydent Bydgoszczy.

## Życiorys
Pracował jako nauczyciel matematyki w szkołach średnich województwa bydgoskiego. Awansował na inspektora oświaty i następnie kuratora oświaty. Od 25 listopada 1980 do 31 lipca 1981 zajmował stanowisko wicewojewody bydgoskiego, podał się do dymisji po wydarzeniach bydgoskich (w ich trakcie m.in. wezwał policję do budynku WRN). W latach 1981–1984 przebywał na placówce dyplomatycznej w Libii, po powrocie do kraju ponownie działał w samorządzie. W okresie od 6 września 1985 do 30 kwietnia 1990 pełnił funkcję prezydenta Bydgoszczy (już w styczniu 1990 podał się do dymisji).